# 서울매봉초등학교
서울매봉초등학교는 대한민국 서울특별시 구로구에 있는 공립 초등학교이다.

## 학교 연혁
- 1985년 10월 28일 서울매봉국민학교 개교(설립인가 7월 1일)
- 1987년 2월 18일 제1회 졸업식(254명)
- 1990년 9월 3일 급식조리실 준공 및 개관식
- 1992년 3월 2일 37학급 편성
- 1994년 1월 12일 컴퓨터실 설치
- 1996년 3월 1일 서울매봉초등학교 개칭(34학급 편성)
- 2003년 11월 30일 매봉정보관 완공
- 2009년 3월 1일 제7대 이진철 교장 부임
- 2009년 6월 23일 매봉 지혜의 샘터(도서실) 개관
- 2011년 9월 1일 농구코트 설치 및 벽화 도색 작업, 식물 터널 설치
- 2015년 8월 31일 시청각실 바닥 교체 및 환경 개선

## 참고 자료
- 서울매봉초등학교 - 한국교육학술정보원 학교알리미